# السياسة (أرسطو)
السياسة هو كتاب في فلسفة السياسة، من تصنيف أرسطو.
يقع الكتاب في ثمانية مقالات. نقله أحمد لطفي السيد إلى العربية، عبر ترجمة فرنسية للمستشرق بارتملى سانتهلير.